# Eliseo Mouriño
Eliseo Mouriño (Buenos Aires, 3 juni 1927 – Nevado de Longaví, Chili, 3 april 1961) was een Argentijnse voetballer. 
Hij begon zijn carrière bij Banfield en werd in 1951 bijna landskampioen met de club. Een jaar later verkaste hij naar Boca Juniors waar hij in 1954 de titel mee won, aan de zijde van sterspelers Juan Francisco Lombardo en Julio Musimessi. 
Hij speelde ook voor het nationale elftal en won met zijn land de Copa América 1955 en 1959. Ook zat hij in de selectie voor het WK 1958, waar hij echter niet tot spelen toekwam. 
In 1961 ging hij een buitenlands avontuur aan bij het Chileense Green Cross, echter zou hij nooit een officiële wedstrijd spelen voor de club daar de club op weg naar een wedstrijd met het vliegtuig neerstortte waarbij Mouriño samen met ongeveer 20 andere spelers het leven liet. 